# NGC 1415
إن جي سي 1415 (بالفرنسية: NGC 1415)‏ التي يرمز لها بالرمز NGC 1415، هي مجرة، في كوكبة النهر.

## الاكتشاف
اكتشفت في 9 ديسمبر 1784، بواسطة ويليام هيرشل.